# Humphrey Baker
Humphrey Baker a fost un matematician englez, care a trăit în a doua jumătate a secolului al XVI-lea, cunoscut prin scrierile sale din domeniile aritmeticii și astrologiei.
A trăit la Londra în perioada reginei Elisabeta.

## Scrieri
- The Well Spring of Sciences (Londra, 1652), care e un tratat de aritmetică populară
- Rules and Documents (Reguli și documente), tradus în franceză în 1587.